# 1re cérémonie des Critics' Choice Movie Awards
La 1re cérémonie des Critics' Choice Movie Awards, décernés par la Broadcast Film Critics Association, a eu lieu le 22 janvier 1996, et a récompensé les films sortis en 1995.

## Palmarès

### Meilleur film
- Raison et Sentiments

### Meilleur acteur
- Kevin Bacon pour le rôle de Henry Young dans Meurtre à Alcatraz

### Meilleure actrice
- Nicole Kidman pour le rôle de Suzanne Stone Maretto dans Prête à tout

### Meilleur acteur dans un second rôle
- Kevin Spacey et Ed Harris pour plusieurs films

### Meilleure actrice dans un second rôle
- Mira Sorvino pour le rôle de Linda Ash dans Maudite Aphrodite

### Meilleur réalisateur
- Mel Gibson - Braveheart

### Meilleur scénario
- Emma Thompson - Raison et Sentiments

### Meilleur film étranger
- Le Facteur (Il postino) •  Italie

### Meilleur documentaire
- Crumb

### Special Familly Film Award
- Babe, le cochon devenu berger

## Récompenses et nominations multiples

### Nominations multiples
Films
2 : Raison et Sentiments

### Récompenses multiples
Films
2/2 : Raison et Sentiments